# Contea di Cocos
La contea di Cocos è una Local Government Area dell'Australia Occidentale che si occupa di governare il territorio esterno delle Isole Cocos e Keeling. Essa si estende su di una superficie di 14,1 chilometri quadrati ed ha una popolazione di 621 abitanti. L'isola si trova 2.770 chilometri a nordovest di Perth, la capitale dello Stato, e 1.000 chilometri a sudovest di Giava (Indonesia), nell'oceano Indiano.